# Intercity

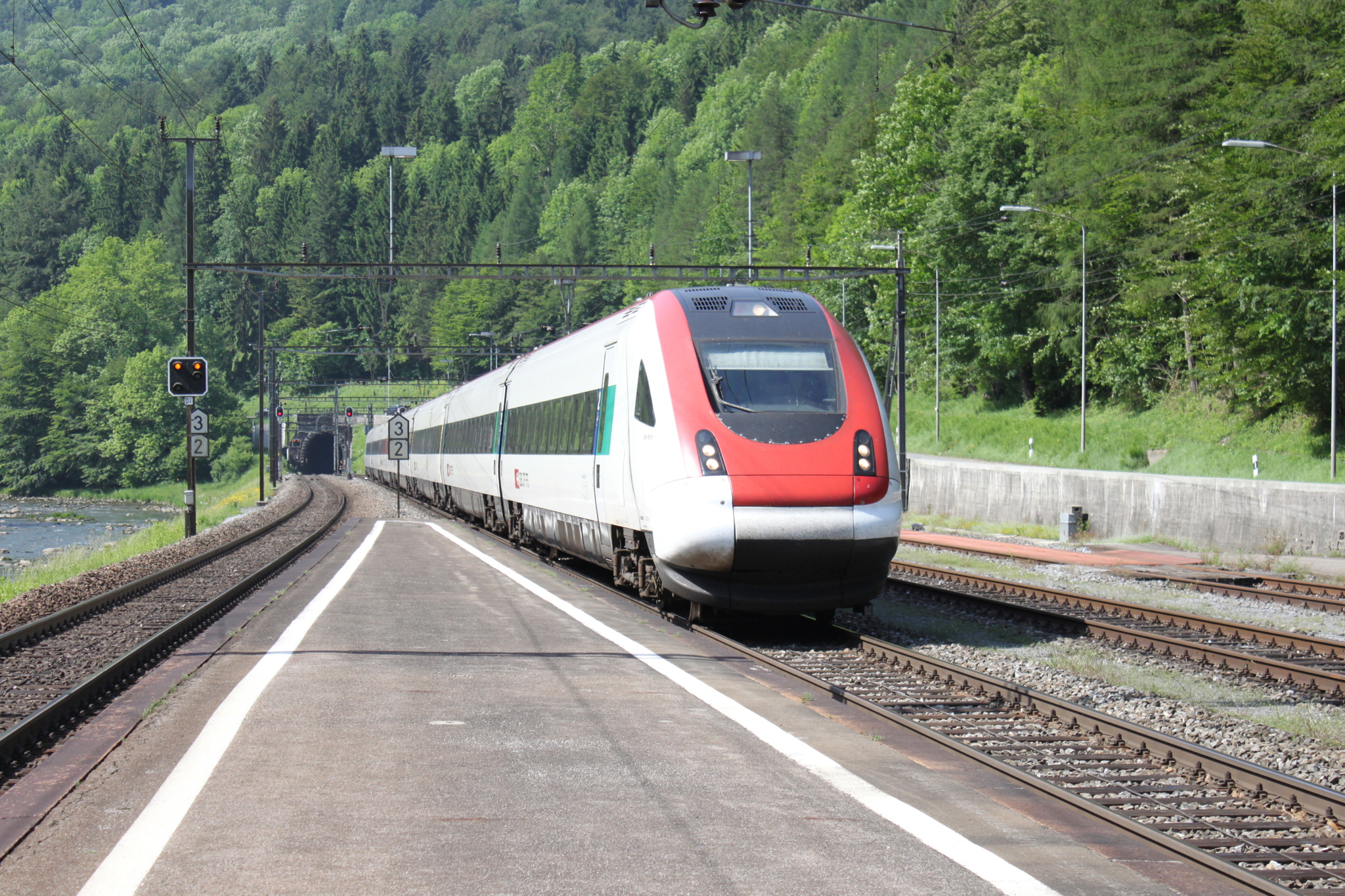
Intercity-dienst in Zwitserland

De intercity (IC) is een treinsoort die bedoeld is als een snelle verbinding tussen grotere steden onderling. Daarbuiten stopt men aanvullend op regionale stations. De IC is geschikt voor het reizen over langere afstanden. Een dergelijk treintype komt voor in veel Europese landen. In sommige landen is een toeslag of reservering verplicht. Een aan de intercity verwante internationale treincategorie is de EuroCity.
De Nederlandse en Belgische intercitytreinen leggen relatief kleine afstanden af in vergelijking met andere landen. Ook het comfortverschil tussen een lokale trein en een intercity is kleiner dan in andere landen, waar een duidelijke scheiding bestaat tussen regionale treinen en forensentreinen enerzijds en langeafstandstreinen anderzijds.

## Nederland
De intercity werd in Nederland ingevoerd in 1970 als belangrijk onderdeel van het nieuwe dienstregelingsconcept Spoorslag '70. De intercity, die in de plannen aangeduid werd als de "veertig steden tempotrein", ging de 40 grootste steden van Nederland bedienen. 
De Nederlandse intercity is een treindienstsoort waarbij op een beperkt aantal stations wordt gestopt. Hiervoor worden meestal treinen ingezet die een groter comfort bieden dan typische stoptreinen. Er is op elke lijn in Nederland maximaal een tweetreinensysteem, met sprinters die overal stoppen, en de intercity's die niet overal stoppen. Daarnaast zijn er de Intercity direct en internationale treinen.
Sommige intercitytreinen rijden op een deel van hun traject als stoptrein. Op dit gedeelte van het traject bestaat dan rond die tijd geen aparte stoptreinverbinding.

### Materieelinzet
Vanaf de introductie in 1970 werd met bestaand materieel gereden. Er werd materieel gebruikt uit de jaren vijftig en zestig dat voor de lange afstand was gebouwd, zoals de Hondekoppen en de rijtuigen Plan E. Naast de intercitydiensten waren er ook officieuze sneltreindiensten die (zelfs) met stoptreinmaterieel werden gereden. Vanaf 1972 werd een klein deel van de Hondekoppen omgebouwd tot Intercity-materieel. Alleen het verbouwde materieel kreeg de intercity-kleuren: geel met een blauwe band langs de ramen. Al het materieel met deze kleuren heeft meer comfort dan het andere reizigersmaterieel. Een uitzondering vanaf de jaren '80 waren de Plan W-rijtuigen die ondanks de intercity-kleuren een stoptrein-interieur hadden. 
Door de instroom van onder meer Koplopers en ICR kreeg de NS in de jaren '80 de beschikking over steeds meer materieel dat voldeed aan de kwaliteitseisen van het concept. Maar door de groei van het aantal intercitydiensten, zoals de IC'90 Intercity's, kon ook in de jaren '90 niet in alle Intercitydiensten worden voorzien in het optimale materieel. In het plan Rail 21, dat de opvolger van Spoorslag '70 moest worden, was sprake van een drietreinensysteem met agglo-/regiotreinen (stoptreinen), een interregionet (ongeveer overeenkomend met de huidige intercity) en een IC/EC-200-netwerk van hogesnelheidstreinen. Van Rail 21 werd uiteindelijk maar een beperkt deel uitgevoerd. Maar door de instroom van grote hoeveelheden Dubbeldeksinterregiomaterieel (Regiorunners) die in dat plan was voorzien, kon (uiteindelijk) wel op een groot deel van de Intercitydiensten voortaan de gewenste kwaliteit worden geboden. Omdat de Koplopers en Regiorunners vanaf 1995 en 1996 ook op bestaande en op nieuw ingevoerde sneltreindiensten werden ingezet was het niet mogelijk om alle sneltrein- en Intercitydiensten te voorzien van materieel met Intercity-comfort. Maar met de verbouwing van stoptreinmaterieel tot intercity-materieel (Dubbeldekker Zonering) in de jaren 2010 tot 2019 kon, ondanks de uitbreiding van het aantal spoorlijnen en treindiensten, vrijwel op alle Intercitydiensten materieel met Intercity-comfort worden ingezet, ook op de Intercity Direct via de HSL Zuid, de Hanzelijn en op bestaande Intercitylijnen waar de frequentie soms verhoogd werd tot een 10 minuten-dienst. Alleen op Intercitylijnen waar slechts enkele stations worden overgeslagen wordt nog Sprintermaterieel ingezet.
Sinds 2020 worden treinen bij revisies in de nieuwe Intercity-kleuren gespoten. Ook sommige nieuwe treinen (ICNG, sinds 2023 in dienst) zijn voorzien van deze nieuwe Intercity-kleuren.

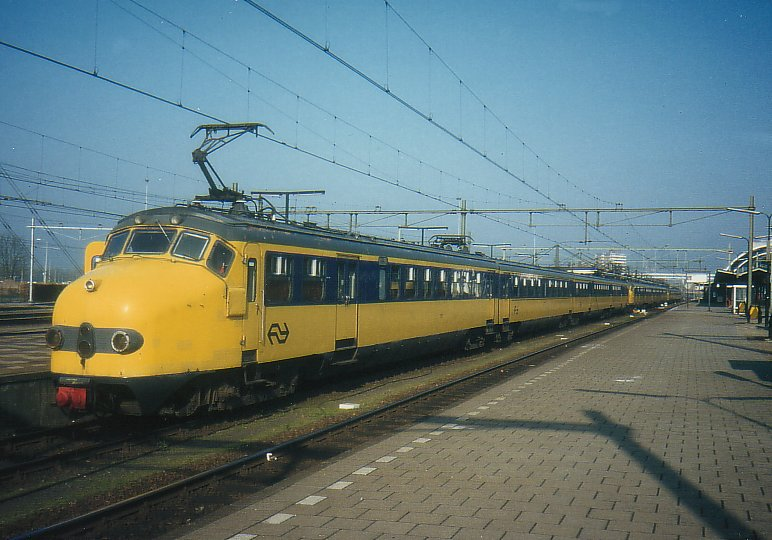
Een verbouwde Hondekop in de Intercitykleuren (sinds 1996 buiten dienst)
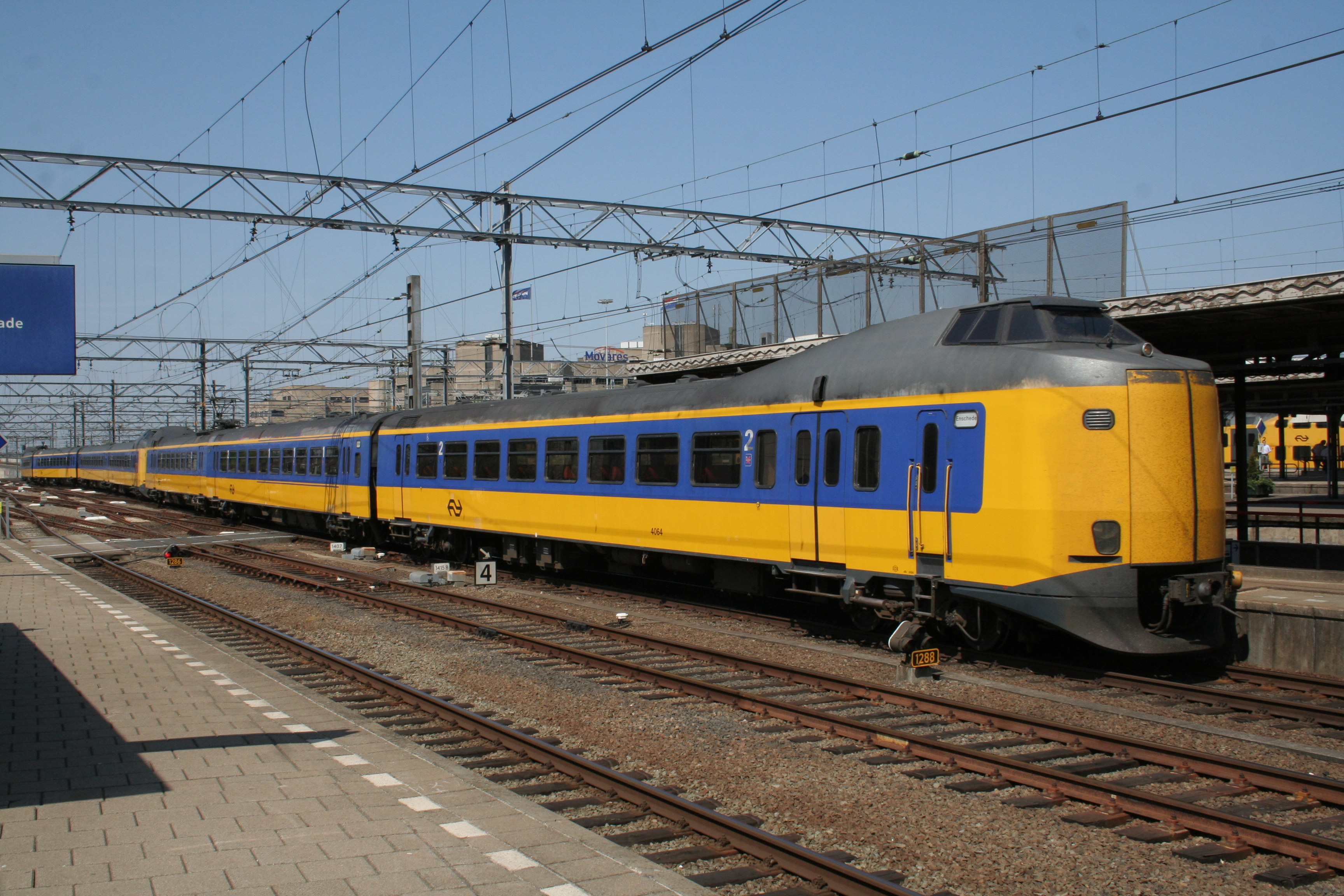
Een koploper
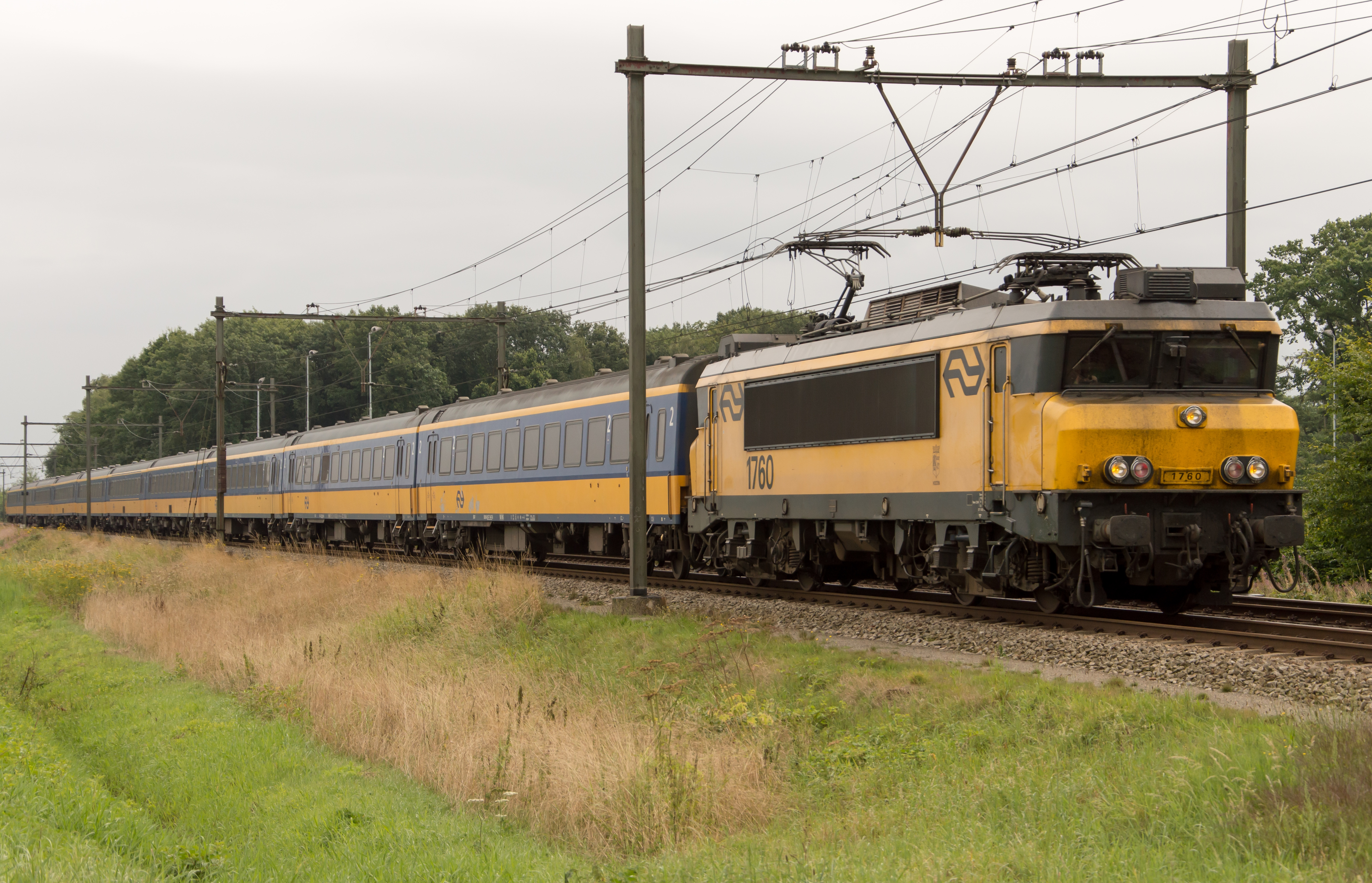
Intercityrijtuigen
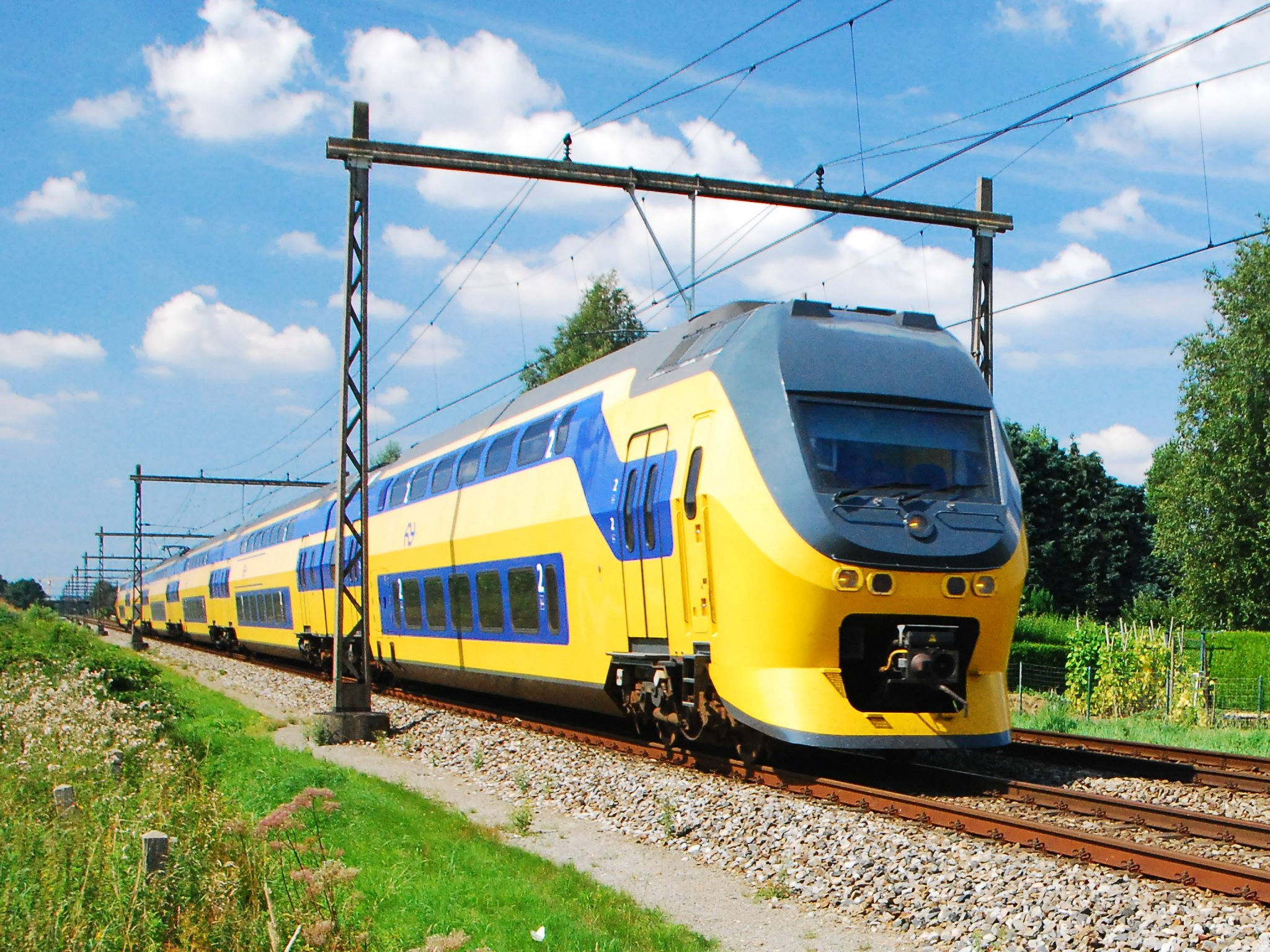
DD-IRM / VIRM
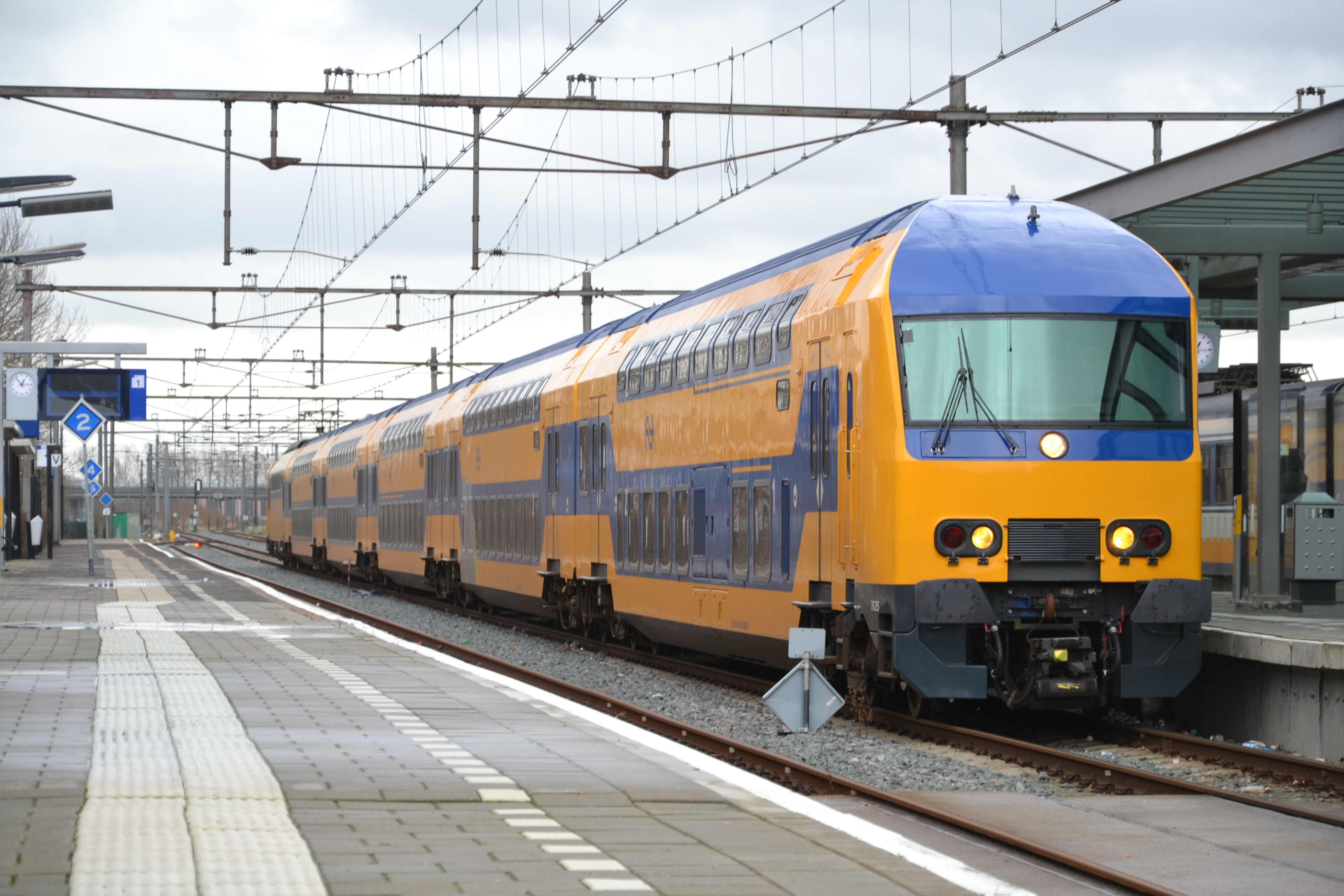
DDZ
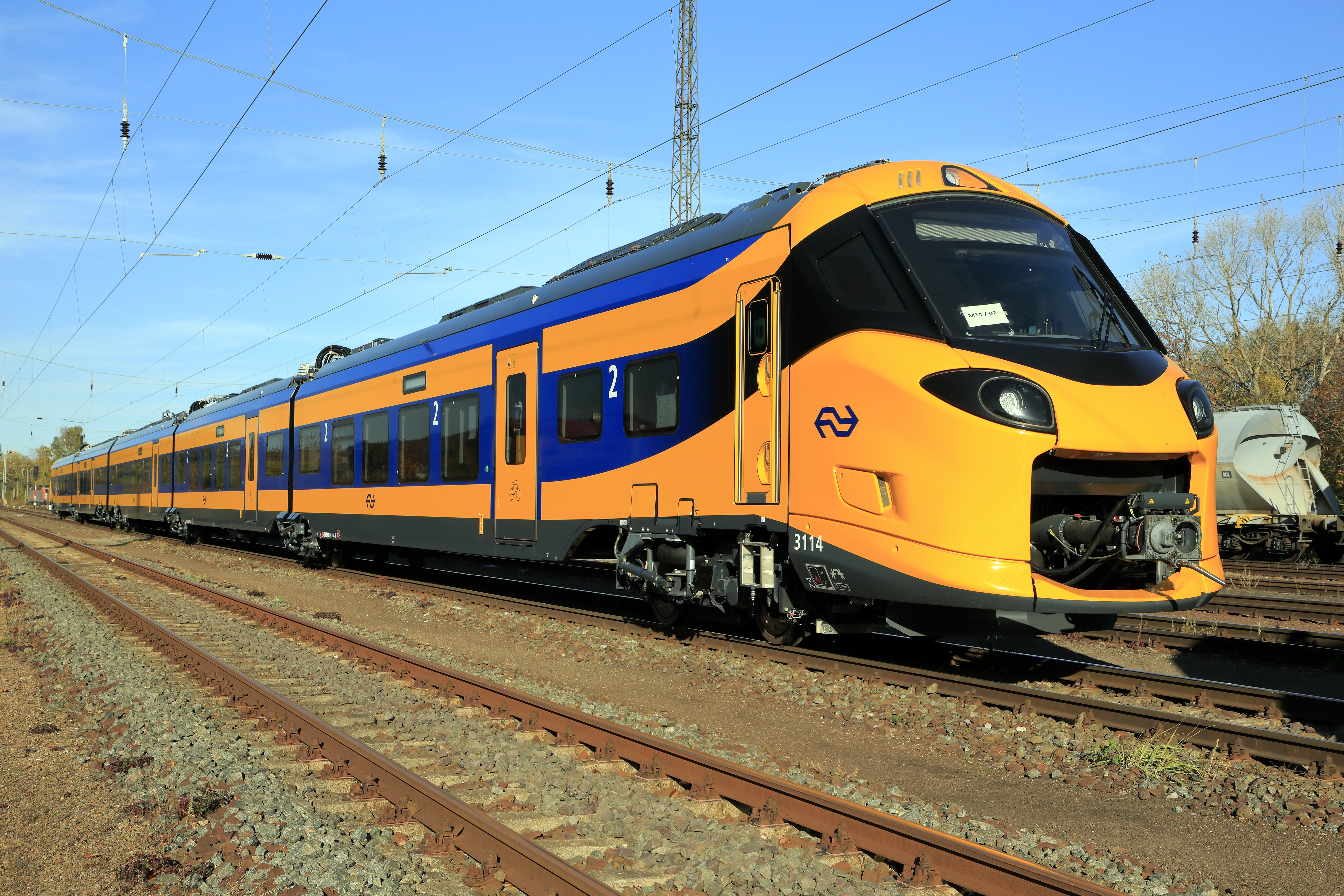
Intercity Nieuwe Generatie (ICNG)
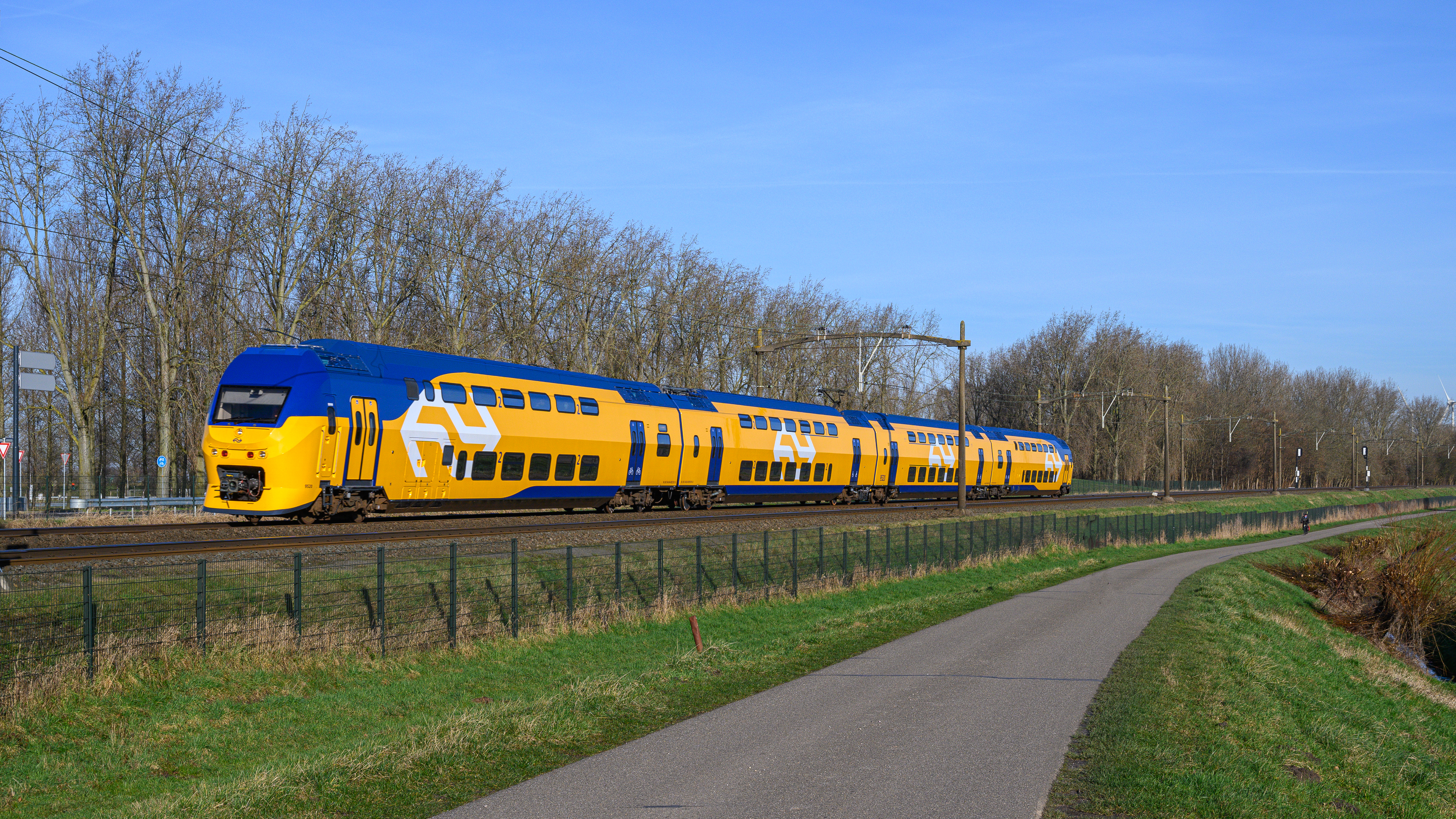
VIRM in nieuw Intercity-kleurpatroon
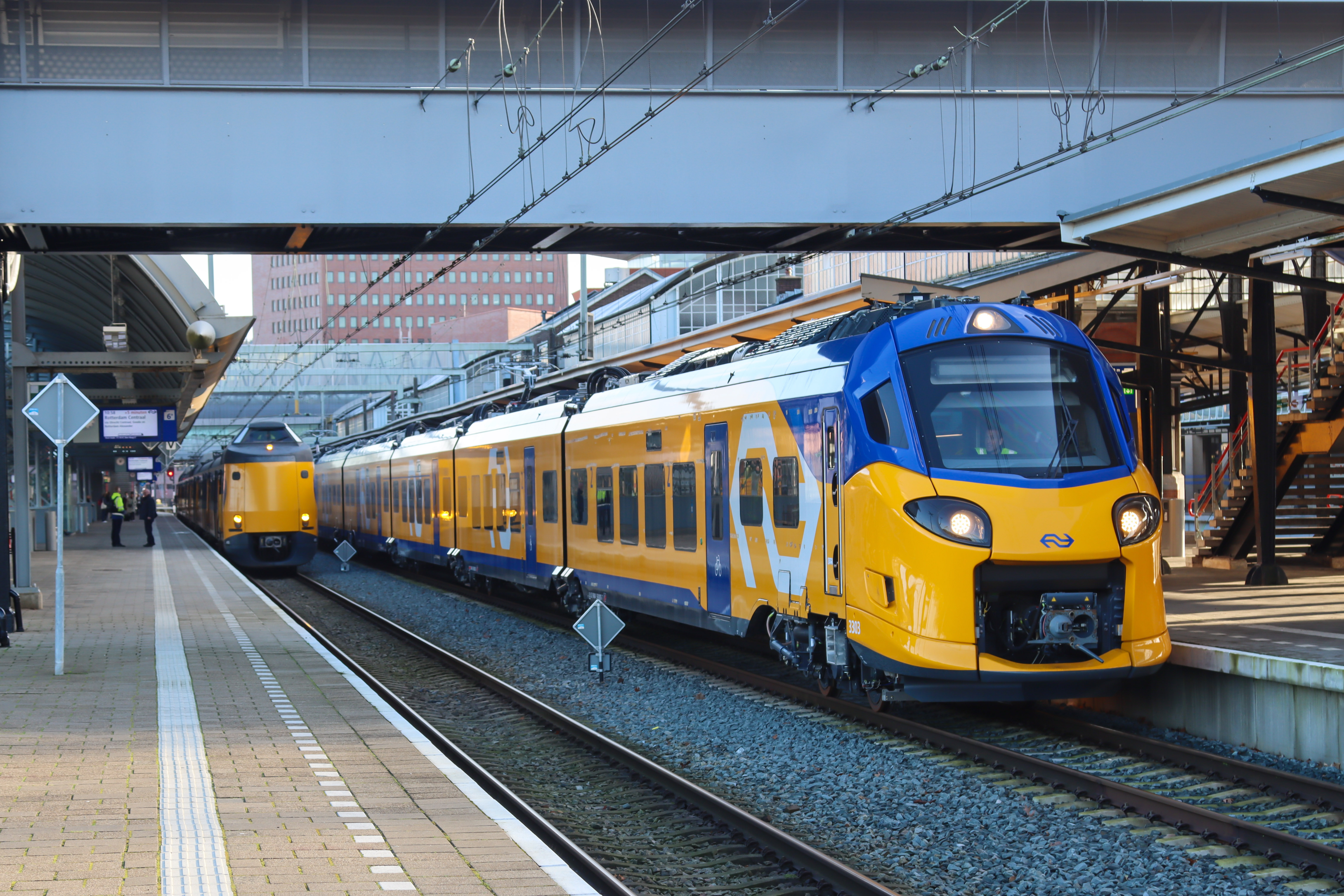
ICNG in nieuw Intercity-kleurpatroon

## België
Belgische IC-treinen bestaan sinds 1984. Daarvoor sprak men van 'Direct'. De Belgische IC-treinen zijn in vergelijking met andere landen minder goed aan het materieel te herkennen. Meestal worden op de Belgische intercitylijnen MS80- of MS96-stellen, I11-, M6- of M7-rijtuigen ingezet. Net als in Nederland hoeft voor Belgische IC's geen toeslag te worden betaald. De lijnen kunnen worden aangeduid met een een- of tweecijferig nummer; zo rijdt IC03 tussen Blankenberge en Genk, en is IC35 de aanduiding voor de Beneluxtrein van Brussel naar Nederland.

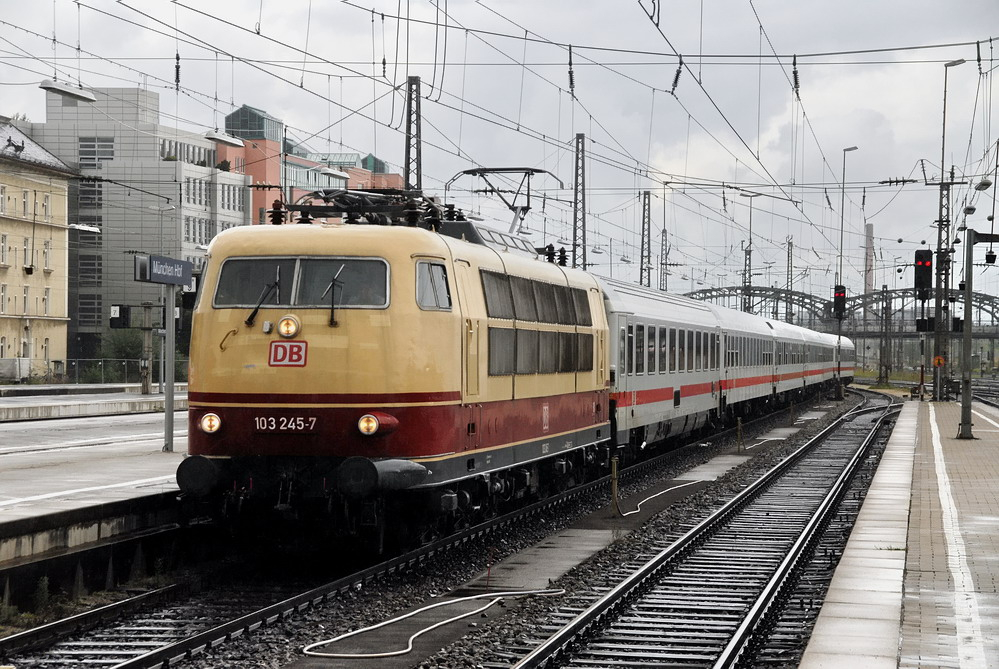
Een Duitse intercitytrein uit Zell am See komt aan in München Hbf in 2008. De locomotief is in de klassieke TEE-huisstijl geschilderd.
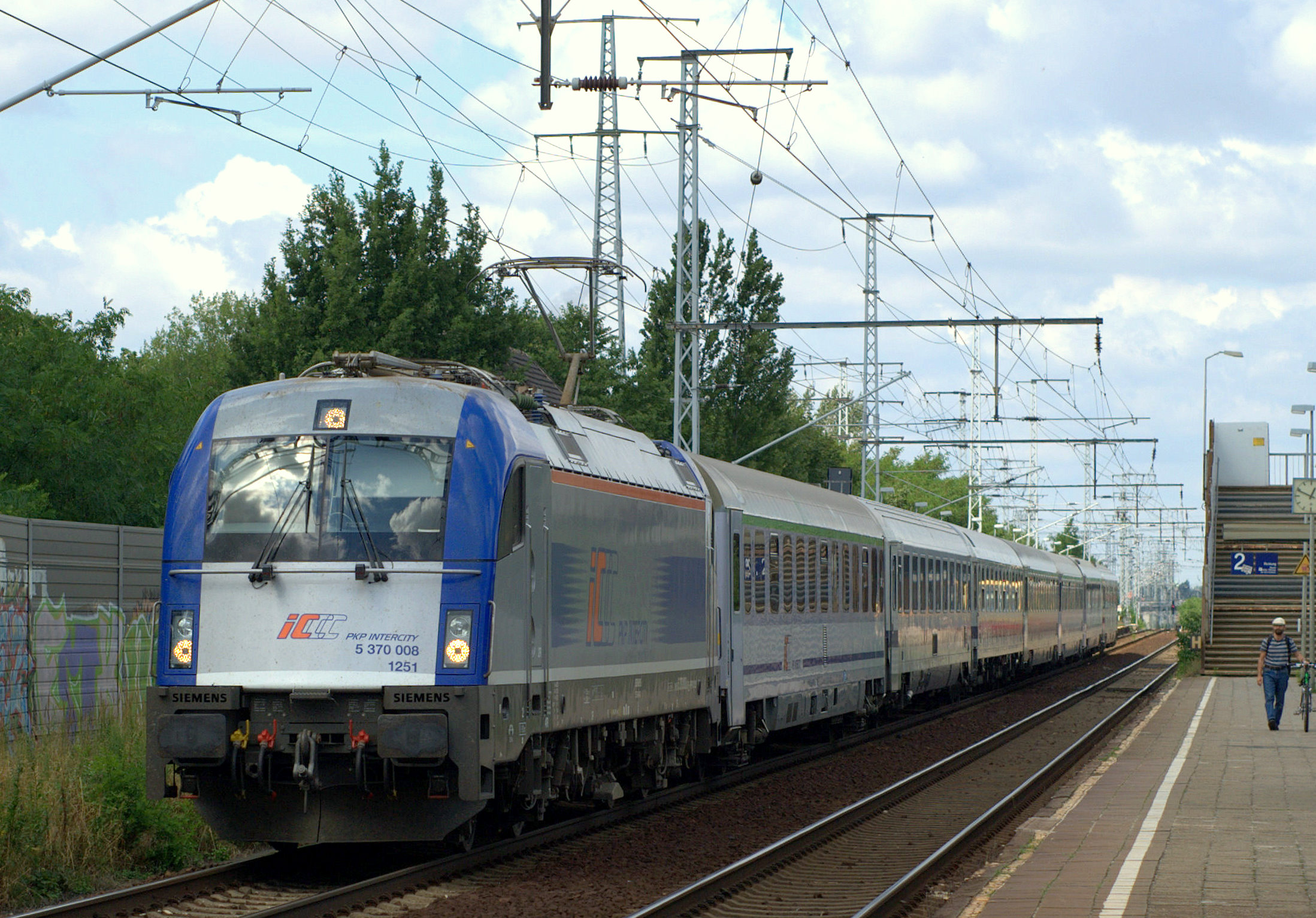
InterCity van PKP
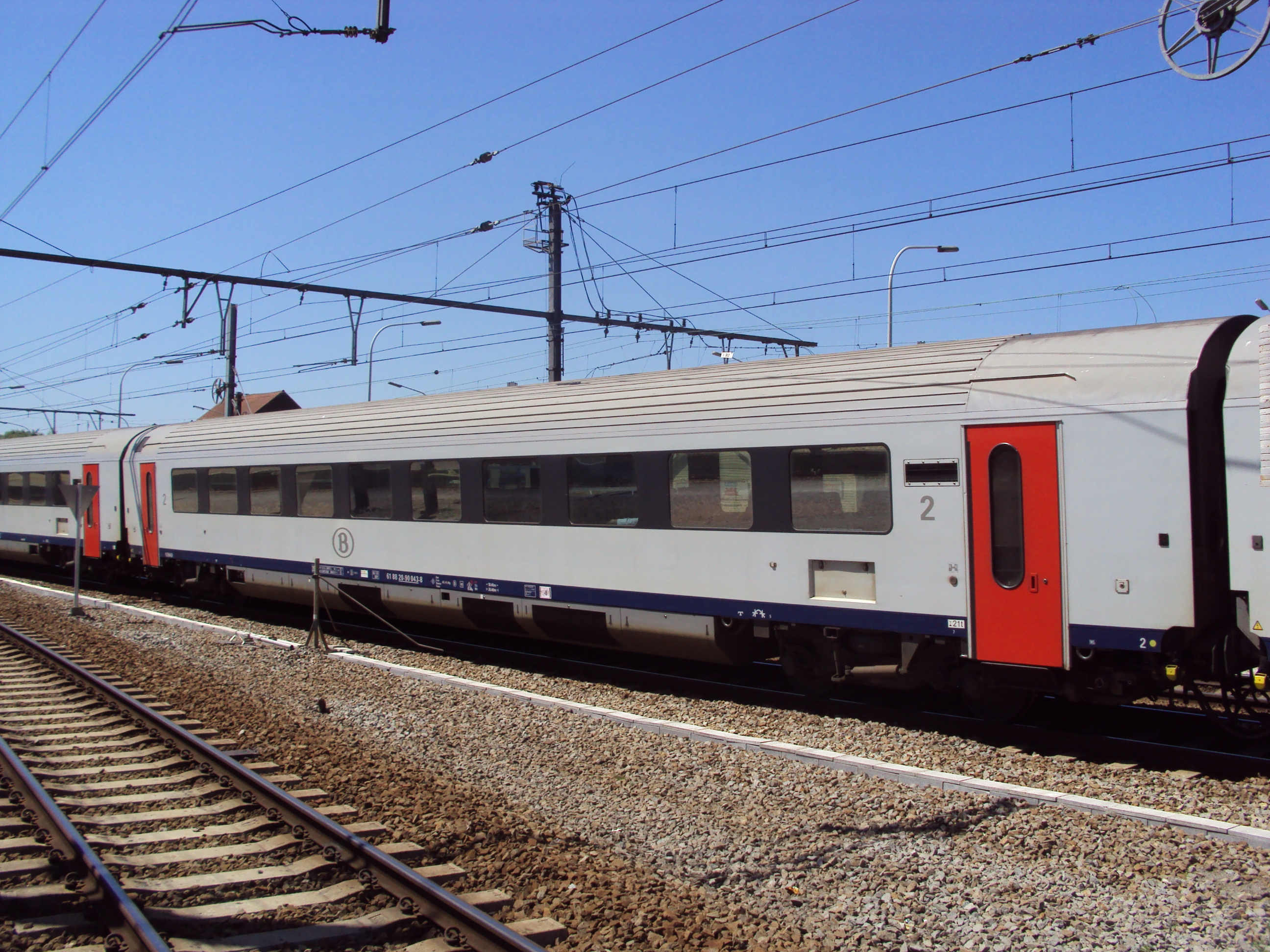
I11-rijtuig van NMBS